# Ursula Nonnemacher

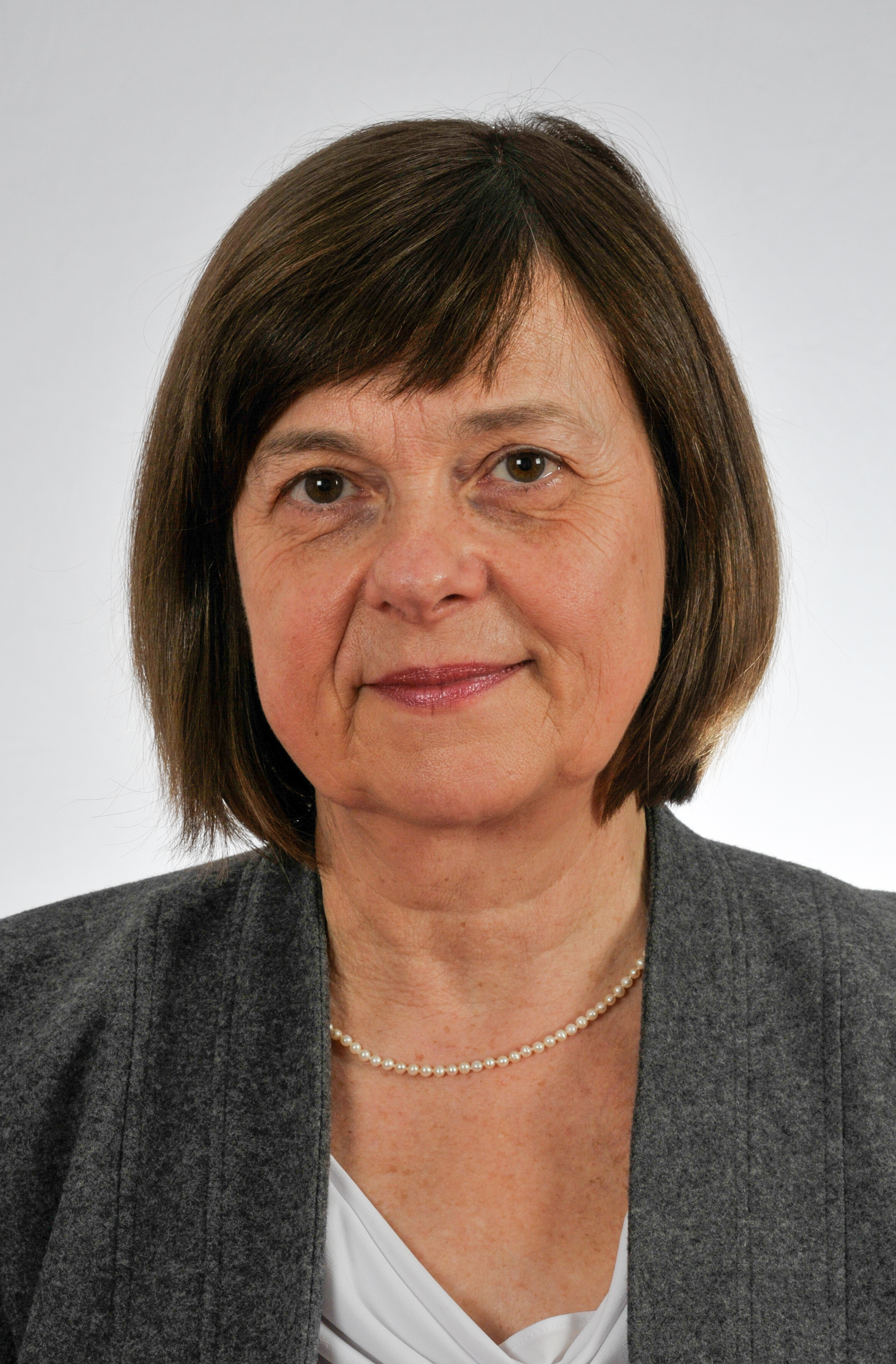
Ursula Nonnemacher (2016)

Ursula Nonnemacher (* 29. Juni 1957 in Wiesbaden) ist eine deutsche Politikerin (Bündnis 90/Die Grünen). Sie war von 2019 bis 2024 Ministerin für Soziales, Gesundheit, Integration und Verbraucherschutz des Landes Brandenburg sowie zweite stellvertretende Ministerpräsidentin im Kabinett Woidke III. Von 2009 bis 2019 war sie Abgeordnete im Landtag von Brandenburg. Bei den Landtagswahl in Brandenburg 2014 und 2019 war sie die Spitzenkandidatin ihrer Partei.

## Leben
1976 legte Ursula Nonnemacher ihr Abitur am Oberstufengymnasium am Moltkering in Wiesbaden ab. Nonnemacher studierte von 1976 bis 1983 Humanmedizin, zunächst in Mainz und ab 1980 in Berlin. Sie war von 1983 bis 2009 als Klinikärztin in Berlin-Spandau im Klinikum Spandau (heute zu Vivantes gehörig) tätig. Im Februar 1993 erwarb sie die Anerkennung als Fachärztin für Innere Medizin. Sie ist Sprecherin des Vorstandes der Grün-Bürgerbewegten Kommunalpolitik Brandenburg e. V.
Nonnemacher ist verheiratet und hat drei Kinder. Sie lebt seit 1996 in Falkensee.

## Politik
Nonnemacher ist seit 1997 Mitglied bei Bündnis 90/Die Grünen und begann 1999 ihre kommunalpolitische Arbeit. Seit 2003 gehört sie der Stadtverordnetenversammlung von Falkensee im Landkreis Havelland an und war dort bis 2008 Vorsitzende der Fraktion Bündnis 90/Die Grünen. Ab 2008 wurde unter ihrem Vorsitz eine Fraktion der Grünen mit dem Alternativen Bündnis Falkensee gebildet.

### Landtagsabgeordnete
Nonnemacher wurde bei der Landtagswahl in Brandenburg 2009 in den Brandenburger Landtags gewählt. Dort gehörte sie dem Innenausschuss, der Parlamentarischen Kontrollkommission (PKK) und dem Ausschuss für Arbeit, Soziales, Frauen und Familie an. Außerdem war sie Mitglied im Petitionsausschuss. Bei der Landtagswahl 2014 wurde sie als Spitzenkandidatin ihrer Partei erneut in den Landtag gewählt. Am 5. Dezember 2017 erfolgte ihre Wahl zur Fraktionsvorsitzenden neben Axel Vogel. Bei einer Urwahl wurde Nonnemacher durch 79 Prozent der abstimmenden Mitglieder des Landesverbands auf den ersten Listenplatz der Grünen für die Landtagswahl 2019 gewählt und somit, zusammen mit Benjamin Raschke, als Spitzenkandidatin nominiert. Als solche wurde sie erneut in den Landtag gewählt. Nach der Landtagswahl 2019 wurde sie mit Axel Vogel als gleichberechtigte Fraktionsvorsitzende wiedergewählt. Dieses Amt legte sie im Zuge ihrer Ernennung zur Ministerin im November 2019 nieder.
Ende 2019 legte Nonnemacher ihr Landtagsmandat nieder. Für sie rückte Carla Kniestedt nach. Bei der Landtagswahl 2024, bei der die Grünen den Wiedereinzug in den Landtag verfehlten, kandidierte Nonnenmacher nicht erneut.

### Ministerin
Am 20. November 2019 wurde Nonnemacher zur Ministerin für Soziales, Gesundheit, Integration und Verbraucherschutz des Landes Brandenburg sowie zur zweiten stellvertretenden Ministerpräsidentin im Kabinett Woidke III ernannt.
Nonnemacher initiierte das deutschlandweit erste Paritätsgesetz für eine Landtagswahl. Es wurde am 23. Oktober 2020 vom Verfassungsgericht des Landes Brandenburg für nichtig erklärt. Das Gericht begründete, dass das Gesetz verfassungswidrig sei und „gegen die Organisationsfreiheit, Wahlvorschlagsfreiheit und Chancengleichheit der Parteien“ verstoße.
Noch vor dem Antritt einer neuen Landesregierung nach der Wahl 2024 wurde sie am 22. November 2024 im Vorfeld einer Bundesrats-Abstimmung zur Anrufung des Vermittlungsausschusses bezüglich einer Krankenhausreform durch Ministerpräsident Dietmar Woidke entlassen, um ein einheitliches Abstimmungsverhalten des Landes durchzusetzen.